# Nascita di Gesù
(Vangelo secondo Giovanni, I,14)
La Natività di Gesù o Natività del Signore (o soltanto Natività, per antonomasia) è contenuta nei vangeli secondo Matteo e secondo Luca oltre che nel Protovangelo di Giacomo.
I testi di Matteo e Luca concordano nella narrazione su due eventi centrali, che verificano, secondo l'interpretazione cristiana, due profezie dell'Antico Testamento: la nascita di Gesù a Betlemme (Michea, 5,1), da una vergine (Isaia 7,14). Il primo data la nascita di Cristo al "tempo di re Erode", mentre il secondo cita questo periodo storico in occasione del concepimento di Giovanni Battista (circa sei mesi prima di Gesù); entrambi riportano il nome dei genitori (Maria, promessa sposa di Giuseppe) e attribuiscono il concepimento verginale all'opera dello Spirito Santo.
Le due narrazioni differiscono in molti particolari, spesso assenti in una delle due narrazioni. Queste discrepanze sono il principale indizio che ha indotto la maggioranza degli studiosi a propendere per una redazione indipendente dei due vangeli (la cosiddetta teoria delle due fonti). Nella seconda metà del XX secolo. tuttavia, si è fatta strada anche una diversa soluzione al problema sinottico, la cosiddetta Ipotesi Farrer. Secondo questa teoria, sostenuta anche da Michael Goulder e Mark Goodacre, Luca conosceva il testo di Matteo e ha focalizzato il suo scritto su materiale complementare o chiarificatore del testo matteano.
La tradizionale datazione della nascita all'anno 1 a.C. è probabilmente frutto di un errore compiuto nel VI secolo dal monaco Dionigi il Piccolo: oggi la maggior parte degli studiosi colloca la nascita di Gesù tra il 7 e il 6 a.C.. Per lungo tempo si è ritenuto quasi unanimemente che il giorno di nascita non avesse alcuna attendibilità storica e recuperasse tradizioni pagane precedenti. Oggi, a seguito delle ricerche e delle scoperte di Shemaryahu Talmon, una parte degli studiosi ritiene invece fondata storicamente la collocazione della nascita di Gesù attorno al 25 dicembre.
L'istituzione formale della festa liturgica del Natale, come ricorrenza della nascita di Gesù, e la sua collocazione al 25 dicembre è documentata a Roma dal 336 sulla base del Cronografo del 354, redatto nel 353 dal calligrafo romano Furio Dionisio Filocalo
.

## Narrazioni
Tra i libri del Nuovo Testamento, gli unici a descrivere la nascita di Gesù sono il Vangelo secondo Matteo e il Vangelo secondo Luca. Gli altri due vangeli iniziano le proprie narrazioni descrivendo il ministero pubblico di Gesù nell'età adulta, tralasciando la sua infanzia.
La nascita di Gesù è descritta anche in alcuni vangeli apocrifi, ovvero vangeli non entrati a far parte del canone di alcuna Chiesa contemporanea: in considerazione dell'importanza che la nascita di Gesù ha nel Protovangelo di Giacomo, nel Vangelo arabo dell'infanzia e nel Vangelo dell'infanzia di Matteo, queste opere sono inserite nella categoria dei «vangeli dell'infanzia». Data la tarda età di composizione di tali vangeli, «il valore storico diretto (relativo cioè a Gesù e alla Chiesa delle origini) è, generalmente parlando, assai tenue, e il più delle volte nullo».

### Sinossi dei vangeli canonici
| Episodio                                       | Vangelo secondo Matteo | Vangelo secondo Luca |
| ---------------------------------------------- | --- | --- |
| Annunciazione                                  | 1,18-25: in una località imprecisata, un angelo appare in sogno a Giuseppe e gli dice che Maria è incinta per opera dello Spirito Santo | 1,26-38: a Nazaret, «al sesto mese» dal concepimento di Giovanni Battista (avvenuto «al tempo di re Erode»), l'angelo Gabriele comunica a Maria che concepirà e partorirà per opera dello Spirito Santo                                                                    |
| Visitazione                                    | - | 1,39-80: Maria si reca in Giudea da Elisabetta, sta con lei per tre mesi, poi torna a casa. Successivamente nasce il figlio di Elisabetta, Giovanni |
| Censimento di Quirinio e partenza per Betlemme | - | 2,1-5: a seguito del censimento, Giuseppe e Maria lasciano Nazaret in Galilea per raggiungere Betlemme in Giudea |
| Nascita di Gesù                                | 1,25-2,1: a Betlemme, al tempo di re Erode | 2,6-7: a Betlemme, Gesù nasce nella stalla ed è deposto in una mangiatoia |
| Adorazione dei pastori                         | - | 2,8-20: una moltitudine di angeli annunciano ai pastori della regione la nascita del Cristo. I pastori si recano a Betlemme per adorare Gesù nella mangiatoia |
| Circoncisione e Presentazione al Tempio        | - | 2,21-38: dopo otto giorni dalla nascita, Gesù è circonciso. Dopo la purificazione, Giuseppe e Maria portano Gesù al tempio di Gerusalemme per presentarlo e offrire il sacrificio. Nel Tempio, Gesù infante è riconosciuto dai vecchi Simeone e Anna come il Messia atteso |
| Adorazione dei Magi                            | 2,1-12: alcuni magi vanno a Gerusalemme da Erode, cercando il «Re dei Giudei» guidati dalla «sua stella»; si dirigono a Betlemme e portano a Gesù «nella casa» oro, incenso e mirra. Avvertiti in sogno di non ritornare da Erode, i magi tornano al loro paese                    | - |
| Fuga in Egitto e strage degli innocenti        | 2,13-18: un angelo appare in sogno a Giuseppe e gli comanda di fuggire in Egitto perché Erode vuole uccidere il bambino; la famiglia fugge di notte in Egitto. Erode ordina l'uccisione di tutti i bambini maschi di Betlemme e del suo territorio sotto i due anni                | - |
| Viaggio a Nazaret                              | 2,19-23: un angelo appare in sogno a Giuseppe, lo avverte che Erode è morto e gli ordina di riportare la famiglia in Israele. Giuseppe ubbidisce, ma ha paura di tornare in Giudea dove regna il figlio di Erode. Avvertito in sogno, si reca in Galilea e si stabilisce a Nazaret | 2,39: dopo aver compiuto le prescrizioni della Legge al Tempio, la famiglia fa ritorno a casa propria, a Nazaret |

Sia Matteo sia Luca concordano su alcuni punti:
- Giuseppe e Maria, i genitori di Gesù, erano fidanzati ma non sposati quando Maria restò incinta (Matteo 1,20[21], Luca 1,27[22] e 2,4[23]);
- in entrambi i vangeli la nascita di Gesù è annunciata da un angelo (Matteo 1,20-23[24] descrive l'annuncio dell'angelo a Giuseppe, Luca 1,30-35[25] quello a Maria);
- il bambino è concepito per intervento divino (Matteo 1,20[26], Luca 1,34[27]);
- un angelo afferma che il suo nome sarà Gesù e che sarà il Salvatore (Matteo 1,21[28], Luca 2,11[29]);
- Gesù nasce a Betlemme (Matteo 2,1[30], Luca 2,4-6[31]);
- la nascita avviene al tempo di Erode il Grande (Matteo 2,1[32], sebbene Luca riferisca al tempo di Erode il concepimento di Giovanni Battista, avvenuto sei mesi prima di quello di Gesù (Luca 1,5[33]);
- Gesù trascorre gli anni da adolescente a Nazaret (Matteo 2,23[34], Luca 2,51[35]).

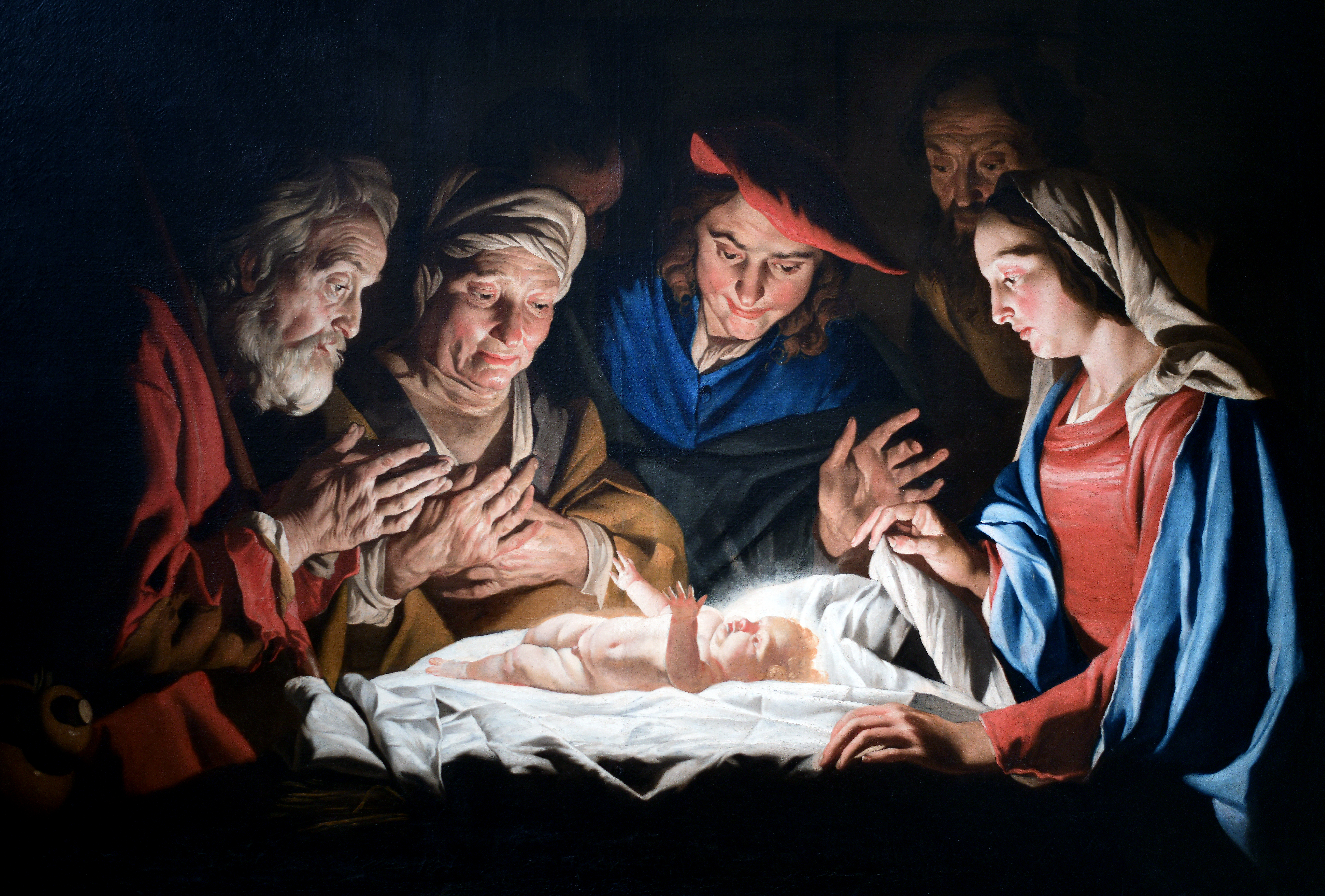
Matthias Stomer, L'adorazione dei pastori

Vi sono alcune discrepanze tra le due narrazioni: 
1. annunciazione
Matteo: l'angelo appare a Giuseppe (Matteo 1,20-23[36])
Luca: l'angelo appare a Maria (Luca 1,30-35[37]);
2. visitazione
Matteo: episodio assente
Luca: Maria va a far visita alla cugina Elisabetta
3. viaggio a Betlemme
Matteo: episodio assente, la famiglia non si mette in viaggio
Luca: Giuseppe e Maria partono da Nazaret per raggiungere Betlemme (Luca 2,1-5[38])
4. nascita di Gesù
Matteo: I Magi trovano Gesù in una casa, ma non è specificato quanto tempo dopo la nascita (Matteo 2,11[39])
Luca: Gesù nasce nella stalla (Luca 2,7[40])
5. adorazione dei pastori
Matteo: episodio assente
Luca: Gesù è adorato da alcuni pastori (Luca 2,15-18[41])
6. circoncisione e presentazione di Gesù al Tempio
Matteo: episodio assente
Luca: la famiglia si reca a Gerusalemme, dove Gesù è circonciso a otto giorni dalla nascita (Luca 2,15-18[42])
7. stella di Betlemme e adorazione dei Magi
Matteo: i Magi, dopo aver fatto visita a Erode chiedendogli dove sia il «Re dei Giudei» annunciato dalla stella (Matteo 2,9[43]), raggiungono Betlemme dove adorano Gesù (Matteo 2,11[44])
Luca: episodio assente, i Magi non sono citati
8. fuga in Egitto e strage degli innocenti
Matteo: avvertiti degli intenti di Erode, Giuseppe e la famiglia fuggono in Egitto. Erode fa compiere la strage dei bambini (Matteo 2,16[45])
Luca: episodio assente
9. La sacra famiglia a Nazaret
Matteo: dopo la morte di Erode, la famiglia ritorna in Palestina, ma non potendo tornare a Betlemme, si stabilisce a Nazaret
Luca: dopo la circoncisione di Gesù, la famiglia ritorna a Nazaret

Si osservi che l'arrivo dei Magi sembra essere avvenuto molto tempo dopo la nascita sia perché Matteo chiama Gesù "bimbo"/"fanciullo" (in greco: "paidion"), termine poco adatto per un neonato, sia perché Erode decide di far ammazzare tutti i bambini con meno di due anni. La collocazione liturgica dell'arrivo dei Magi al 6 gennaio è tardiva e ha l'obiettivo di collocare tutti gli eventi legati alla Natività in uno stesso periodo liturgico. La data del 6 gennaio, inoltre, è principalmente la data del battesimo di Gesù al Giordano, due episodi di manifestazione (= "epifania") della divinità del Cristo.

### Vangelo secondo Matteo

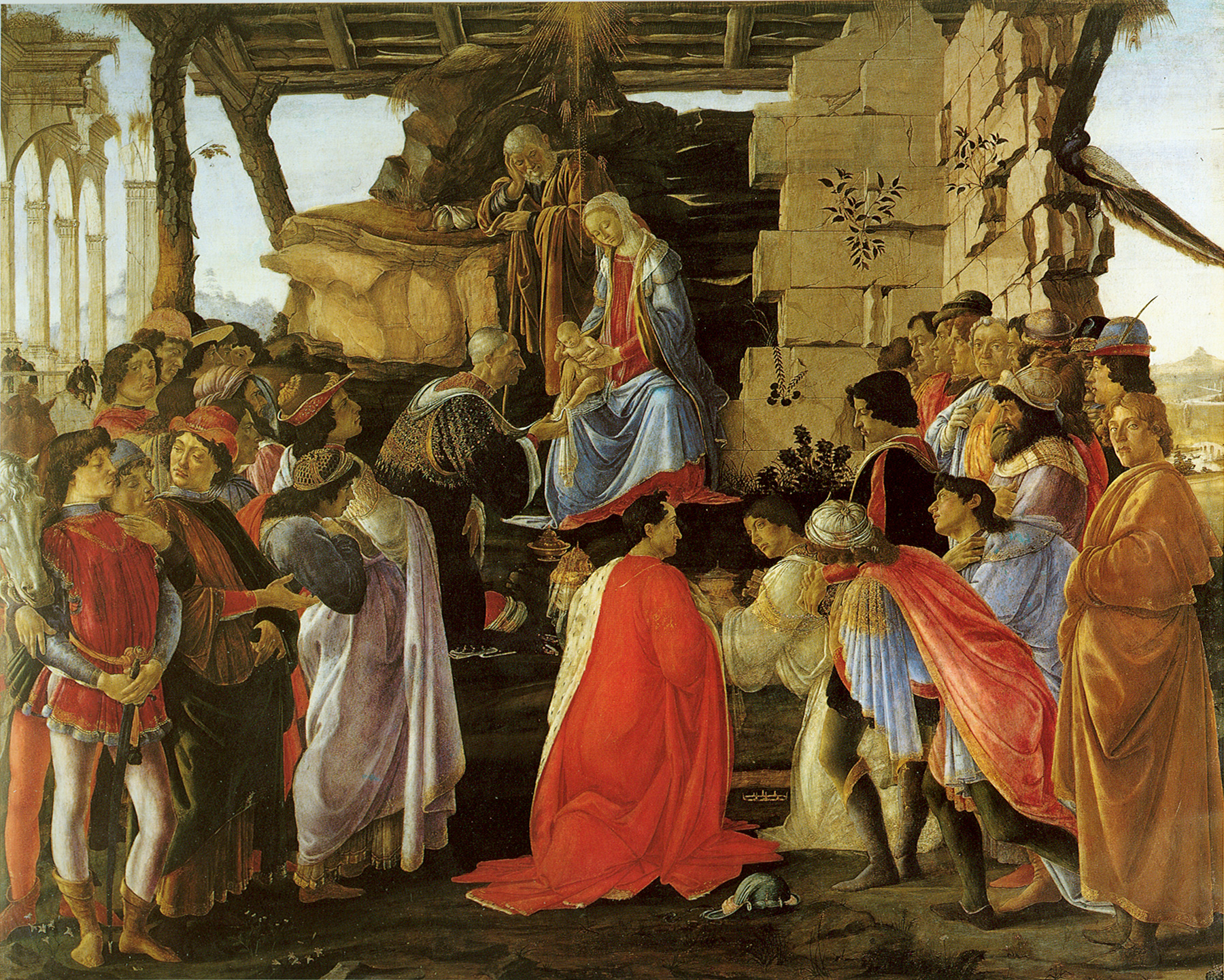
Adorazione dei magi, Sandro Botticelli, circa 1475.

Il Vangelo secondo Matteo (1-2) inizia con la genealogia di Gesù, quindi accenna brevemente al concepimento verginale di Maria per opera dello Spirito Santo. A questo segue un annuncio di un angelo allo sposo Giuseppe, il quale aveva pensato a un concepimento adulterino, e lo rassicura sull'origine soprannaturale del bambino. Matteo, nell'annunciarne la nascita, fa riferimento ad un passo del profeta Isaia: "Tutto questo avvenne perché si adempisse ciò che era stato detto dal Signore per mezzo del profeta: Ecco, la vergine concepirà e partorirà un figlio che sarà chiamato Emmanuele, che significa Dio con noi."(Mt1,22-23). Raymond Brown, come "la maggior parte degli studiosi di oggi", sottolinea che il brano citato - probabilmente aggiunto dopo la stesura del racconto della nascita - si riferisce in realtà al re Acaz (735-715 a.C. circa) e "non si riferisce a una concezione verginale in un lontano futuro".
Anche lo storico John Dominic Crossan, tra i cofondatori del Jesus Seminar, come altri studiosi sottolinea che la profezia di Isaia, formulata nel 734 o 733 a.C., non si riferiva alla nascita verginale di un messia, ma rassicurava re Acaz - quando nell'VIII secolo a.C. il suo regno, quello di Giuda, fu minacciato dalla Siria e dal Regno di Israele - che, prima che il figlio concepito dalla giovane donna e chiamato Emmanuele fosse stato in grado di discernere il bene dal male, i nemici sarebbero stati respinti. In ogni caso, Brown ritiene che la citazione di tale profezia corrisponde comunque al messaggio teologico di Matteo e che "se la profezia isaiana non ha dato origine né all'idea della concezione verginale né alla narrazione di Matteo, tuttavia, il suo uso da parte di Matteo in quella narrazione è straordinariamente felice. Matteo vide in esso il sostegno scritturale sia per gli aspetti davidici che per quelli divini dell'identità di Gesù". Maria partorisce il bambino, cui viene dato il nome Gesù.
Successivamente arrivano a Gerusalemme dei magi dall'oriente, i quali avevano letto nel sorgere di un "astro" l'annuncio della nascita del re dei Giudei. Il legittimo re, Erode, resta turbato, e li invia a Betlemme sulla base della profezia di Michea (Mi5,1) con l'intento di avere informazioni su questo re illegittimo. Guidati dall'astro, i magi arrivano "nella casa" e offrono a Gesù bambino "oro, incenso e mirra". Avvertiti quindi in sogno di non tornare da Erode, che aveva intenti omicidi verso il possibile usurpatore, i magi tornano nel loro paese.
Un angelo intanto informa in sogno Giuseppe di fuggire in Egitto per sottrarsi all'ira di Erode. Questi infatti, non conoscendo l'identità del re neonato, fa uccidere tutti i bambini di Betlemme sotto i due anni (l'episodio è noto come strage degli innocenti). La famiglia ritorna dall'Egitto solo alla morte di Erode, ma a causa della presenza sul trono del figlio Erode Archelao, in sogno un angelo indica loro di recarsi a Nazaret, in Galilea. Il Vangelo secondo Matteo, infatti, riporta che "... Avvertito poi in sogno, si ritirò nelle regioni della Galilea e, appena giunto, andò ad abitare in una città chiamata Nazaret, perché si adempisse ciò che era stato detto dai profeti: «Sarà chiamato Nazareno».". In realtà, però, nessun libro dell'Antico Testamento contiene una profezia che faccia riferimento, direttamente o indirettamente, alla città di Nazaret. Secondo un'interpretazione, avallata anche da Joseph Ratzinger, il termine Nazareno potrebbe invece ricollegarsi alla parola nezer (germoglio) citata dai profeti Isaia (Is 11, 1) e Zaccaria (Zc 3,8-9;6,12) per alludere a un ultimo discendente di Davide, che avrebbe rifondato il Tempio ed eliminato l'iniquità. Si osservi che Matteo parla di "profeti" al plurale e che l'aggettivo del testo greco, tradotto dalle Bibbie con "nazareno", dovrebbe essere "nazarenos" (Ναζαρηνός), come scrivono Marco e Luca, ma Matteo scrive "nazoraios" (Ναζωραῖος), una forma sconosciuta interpretata ipoteticamente come aramaica. Il cardinale Gianfranco Ravasi ritiene in proposito che Matteo potrebbe avere effettuato un'associazione libera e creativa con i contenuti delle profezie bibliche, giocando sull'assonanza delle parole, prassi che era in uso tra gli scribi ebrei del suo tempo. Lo stesso gioco di parole compare nel testo del Titulus crucis (Gv 19,19), dove suggerisce che Gesù fosse l'ultimo germoglio della dinastia davidica.
Se il collegamento di testi biblici con la città di Nazaret deve essere cercato nell'associazione di idee creata con l'allitterazione, come afferma Ravasi, possono essere contemporaneamente vere anche associazioni con altri vocaboli, per esempio la parola nazir (consacrato), che compare in diversi testi biblici, o con il termine "nazûr", il “resto”, con cui Isaia indicava "la comunità ristretta dei veri fedeli che rimanevano tali anche nel tempo della prova e dei quali Cristo sarebbe il vessillo". Altri studiosi cristiani, invece, ritengono che l'aggettivo "nazareno" debba essere collegato al disprezzo, che secondo alcuni Salmi e certe profezie avrebbe circondato il messia.
Il teologo Raymond Brown, tra le possibili spiegazioni proposte per tale profezia, considera anche l'eventualità che Matteo stesse "citando uno o più libri sacri che in seguito l'ebraismo e il cristianesimo non accettarono come canonici e non arrivarono a noi", oppure che l'evangelista riportasse una citazione giuntagli in ambiente paleocristiano e che non conoscesse bene la relativa fonte dell'Antico Testamento "ed è per questo che parlava così vagamente di «profeti»". Nota ancora Brown come "diversi fattori favoriscono la tesi che nei cap. 1-2 Matteo ha aggiunto le citazioni [dall'Antico Testamento] a una narrativa già esistente". Lo stesso studioso ritiene, inoltre, che il termine «Nazareno» "è primariamente applicabile a Gesù perché ha dimorato a Nazareth", come da tradizione già consolidata tra i primi cristiani, ma sottolinea anche interpretazioni diverse che lo ritengono "applicabile a Gesù perché è il ramo messianico della Casa di David (il nēser) e perché è un nazireo (Nāzȋr), il Santo dedicato al servizio di Dio dalla nascita".

### Vangelo secondo Luca

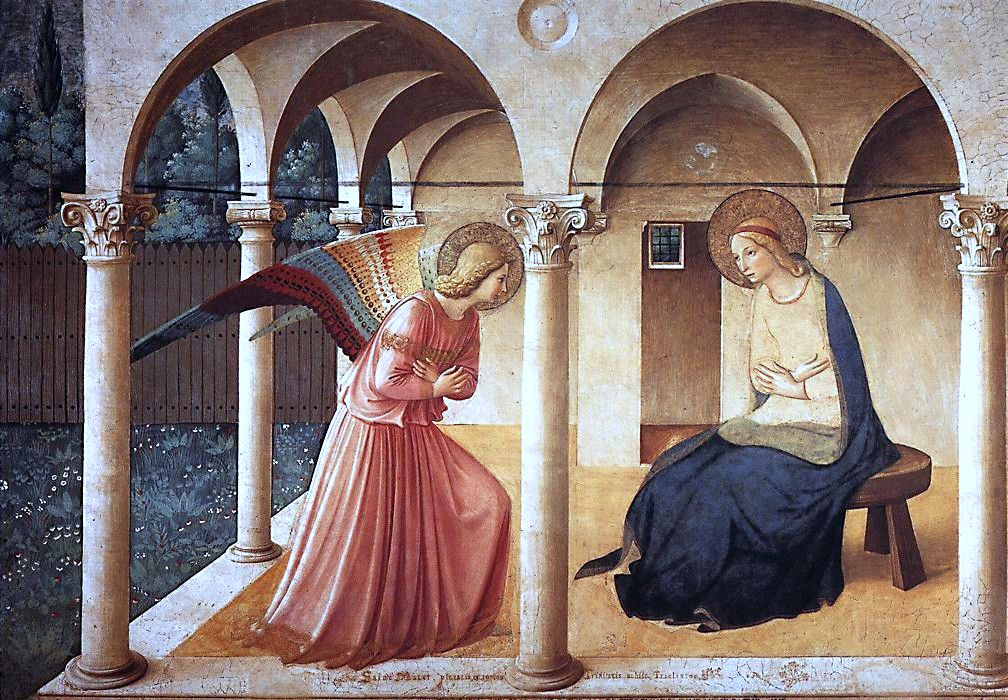
Annunciazione, Beato Angelico, 1437-1446.

Il Vangelo secondo Luca (1,26-2,39) inizia narrando l'annunciazione, fatta dall'angelo Gabriele a Maria, del concepimento per opera dello Spirito Santo di un figlio, il cui nome sarà Gesù. Di fronte all'incredulità di Maria, l'angelo le indica la sua parente Elisabetta, la quale vecchia e sterile sta aspettando un figlio (Giovanni Battista) per grazia di Dio ed è già al sesto mese. Maria dice il suo "sì" dichiarandosi serva del Signore, quindi si mette in viaggio "in fretta" per andare a visitare Elisabetta (Visitazione), che abita presso Gerusalemme, a circa 120 chilometri di distanza (1,26-56).
Dopo aver raccontato la nascita di Giovanni (1,57-80), il Vangelo secondo Luca riporta la notizia di un "primo censimento", voluto da Cesare Augusto in tutto l'impero romano, secondo il quale ciascuno doveva tornare con la propria famiglia nella città dei propri avi (censimento di Quirinio). Giuseppe, discendente del re Davide che era nato a Betlemme, lascia Nazaret con Maria incinta e si reca nella città dei suoi avi. A Betlemme Maria dà alla luce Gesù, lo avvolge in fasce e lo depone in una mangiatoia degli animali. Successivamente avviene l'adorazione dei pastori: avvertiti da un angelo, alcuni pastori si recano a rendere omaggio al bambino appena nato (2,1-20).
All'ottavo giorno dopo la nascita avviene la circoncisione di Gesù; trascorsi quaranta giorni il neonato è portato al tempio per la consacrazione, dove è riconosciuto come messia da Simeone e dalla profetessa Anna. Al termine dei riti, Giuseppe e la sua famiglia tornano alla loro casa, a Nazaret (2,21-39).
A differenza di Matteo, Luca colloca la genealogia di Gesù successivamente, all'inizio della sua attività pubblica (3,23-38).

### Protovangelo di Giacomo
Il Protovangelo di Giacomo (metà II secolo) armonizza la narrazione del Vangelo secondo Matteo (gli episodi dei Magi, della strage degli innocenti e della fuga in Egitto, presenti solo in questo vangelo) con quella del Vangelo secondo Luca (con il censimento di Quirinio e lo spostamento da Nazareth a Betlemme). Come nei vangeli canonici, la nascita avviene a Betlemme, ma non in una casa (come in Mt2,11) o in una mangiatoia (come in Lc2,7), bensì in una grotta; questa versione dell'ambientazione della natività è diventata un elemento importante nella rappresentazione del presepe, insieme alla presenza del bue e dell'asino attorno alla mangiatoia, anch'essa basata sul Protovangelo (18) e assente negli altri vangeli. L'architettura della Basilica della Natività di Betlemme, la cui cripta è una grotta che corrisponderebbe a quella dove Gesù sarebbe nato, afferisce a questa tradizione.
Il Protovangelo aggiunge poi tre elementi miracolosi:
- Giuseppe racconta in prima persona che al momento della nascita di Gesù il tempo si fermò (c. 18)
- due levatrici, chiamate da Giuseppe, arrivano alla grotta immediatamente dopo la nascita e testimoniano la verginità di Maria (cc. 19-20). Il Protovangelo è il più antico testo cristiano che sostenga la verginità di Maria non solo prima, ma anche durante e dopo la nascita di Gesù;[73]
- la grotta è avvolta da «una nube luminosa»; a differenza dei precedenti elementi, questo ha avuto una certa fortuna nella devozione e nella tradizione artistica successiva,.[74]

### Vangelo arabo dell'infanzia
Il Vangelo arabo dell'infanzia risale probabilmente VIII-IX secolo, e riprende dal Protovangelo diversi elementi, tra i quali la nascita a Betlemme in una grotta, a questi aggiunge anche l'adorazione dei pastori, la circoncisione di Gesù (che però avviene a Betlemme a opera della levatrice) e la presentazione al Tempio, dove avviene l'incontro con Simeone e la profetessa Anna, tutti elementi presenti esclusivamente nel Vangelo secondo Luca; per tale motivo, questo è il vangelo che maggiormente armonizza, fondendole, le versioni della natività contenute nei vangeli sinottici.

### Vangelo dell'infanzia di Matteo
Il Vangelo dell'infanzia di Matteo risale VIII-IX secolo e riprende anch'esso la tradizione della grotta del Protovangelo, fondendola con quella della stalla del Vangelo secondo Luca: a Betlemme Maria partorisce il bambino in una grotta, poi il terzo giorno si trasferiscono in una stalla dove sono presenti l'asino e il bue. Questi due personaggi, diventati elemento ricorrente delle rappresentazioni artistiche della natività e del presepio, derivano probabilmente da Is1,3, ma nessun'altra fonte ne parla.
Il Vangelo dell'infanzia di Matteo riporta anche l'incontro nel Tempio con Simeone e la profetessa Anna, che avviene otto giorni dopo la nascita, in occasione della circoncisione di Gesù (mentre nel Vangelo secondo Luca tale incontro si verifica 40 giorni dopo la nascita, in occasione della presentazione al Tempio di Gesù).

### Citazioni e paralleli con l'Antico Testamento
Entrambi gli evangelisti sottolineano come le rispettive narrazioni della nascita di Gesù comportino il soddisfacimento di alcune profezie o riferimenti dell'Antico Testamento:
- concepimento verginale (Mt1,20[80], Lc1,30-35[81]) = Is7,14[82];
- nascita a Betlemme (Mt2,1[83], Lc2,4-7[84]) = Mi5,1[85];

Il Vangelo secondo Matteo cita anche:
- «la sua stella» (Mt2,2[86]) = Nm24,17[87];
- adorazione dei magi (Mt2,1-12[88]) = Is60,3; Sal72,10;68,29[89];
- fuga in Egitto (Mt2,1315[90]) = Os11,1[91];
- strage degli innocenti (Mt2,16-18[92]) = Ger31,15[93].

In Luca c'è anche:
- Presentazione al Tempio (Lc2,21[94]) = Ml3,1[95].

Alcuni autori hanno visto un parallelo tra il racconto della nascita di Samuele nell'Antico Testamento (raccontata nel Primo libro di Samuele) e il racconto dell'annunciazione e della nascita di Gesù elaborato da Luca e ritengono che il racconto di Samuele abbia costituito per Luca un modello.

## Funzione dei racconti dell'infanzia di Gesù nella teologia del Nuovo Testamento
Il primo vangelo, quello di Marco, racconta quasi esclusivamente la missione pubblica di Gesù, dal battesimo nel Giordano alla morte, perché è finalizzato alla corretta trasmissione degli insegnamenti di Gesù, così come Marco li aveva appresi dalla catechesi di Pietro. Il Vangelo secondo Marco dice molto poco perfino sulla risurrezione di Gesù (che, infatti, non appartiene alla sua missione pubblica). Benché Marco presenti chiaramente Gesù come messia e figlio di Dio, il significato di questi termini nel giudaismo era tutt'altro che chiaro. Fra i primi cristiani, quindi, si diffuse anche l'adozionismo, la convinzione che Gesù fosse un uomo, che solo successivamente, al momento del battesimo, era stato adottato da Dio oppure il docetismo, l'idea che l'umanità di Gesù fosse solo apparente. I vangeli dell'infanzia e per un altro verso la Lettera agli Ebrei furono scritti per spiegare meglio al popolo ebraico la natura di Gesù e come essa si inseriva nella tradizione millenaria della Bibbia. 
Il Vangelo secondo Matteo si apre con la profezia di Isaia sull'Emmanuele (nome che significa "Dio con noi") e lo stesso tema conclude tutto il vangelo: "Ed ecco, io sono con voi tutti i giorni sino alla fine del mondo" Mt,28-20. Il tema che Dio ha creato gli uomini perché condividano la sua vita è il tema principale della Bibbia, sotteso dal racconto dell'Eden, come da quello del Tabernacolo nel deserto e dalla realizzazione del tempio di Gerusalemme; mezzi umani per ristabilire la presenza di Dio in mezzo al suo popolo, già criticati dai profeti e superati con Gesù. 
Il Vangelo secondo Luca, invece, si avvia col racconto dell'ammutolimento del sommo sacerdote Zaccaria, incapace di pronunciare la benedizione sacerdotale e il vangelo si conclude con la benedizione di Gesù al momento della sua ascensione. Anche questo è un racconto teologico: il culto primitivo con il sangue di tori e agnelli era inefficace per il perdono dei peccati; il sangue di Gesù è sufficiente. Il tema poi sarà ampliato nella Lettera agli Ebrei, anch'essa scritta prima della distruzione del Tempio di Gerusalemme. 
I due vangeli dell'infanzia, quindi, sono strettamente legati dall'obiettivo di insegnare il superamento del culto e del sacerdozio ebraico. 
Proprio per conseguire le finalità per cui furono concepiti, i vangeli dell'infanzia hanno un contenuto così diverso; ognuno racconta solo gli eventi che risultano utili per il proprio insegnamento. Il fatto è ancor più evidente nel racconto della genealogia di Gesù, così diverse che secondo alcuni teologi quella di Matteo sarebbe la genealogia di Giuseppe e quella di Luca sarebbe quella di Maria, per quanto attualmente tale ipotesi sia minoritaria, così come altri tentativi di armonizzare le genealogie e le narrazioni, vista, come detto, la natura prevalentemente non storica ma teologica dei vangeli dell'infanzia.

## Storicità dei racconti
Per la presenza di elementi soprannaturali e di alcune possibili imprecisioni, e per la diversità dei racconti dei due evangelisti, peraltro scritti a decenni di distanza dagli eventi narrati, i testi di Matteo e Luca hanno dato luogo a molte discussioni fra studiosi e biblisti. Secondo gli studiosi moderni, gli autori delle due fonti non avrebbero appreso le notizie da testimoni diretti, ma dal racconto di terze persone e da fonti indirette, inoltre non disponevano di archivi o di registri ufficiali: quest'ultima limitazione è comune a tutto il mondo antico e crea inevitabilmente ampi margini di incertezza per gli studiosi moderni.
Anche se la storicità di certi eventi è incerta, è possibile comunque individuare un nucleo di informazioni fattuali, come ad esempio i nomi dei genitori (Giuseppe e Maria) e la nascita di Gesù in Palestina al tempo di re Erode e dell'imperatore Augusto.

### Interpretazione tradizionale

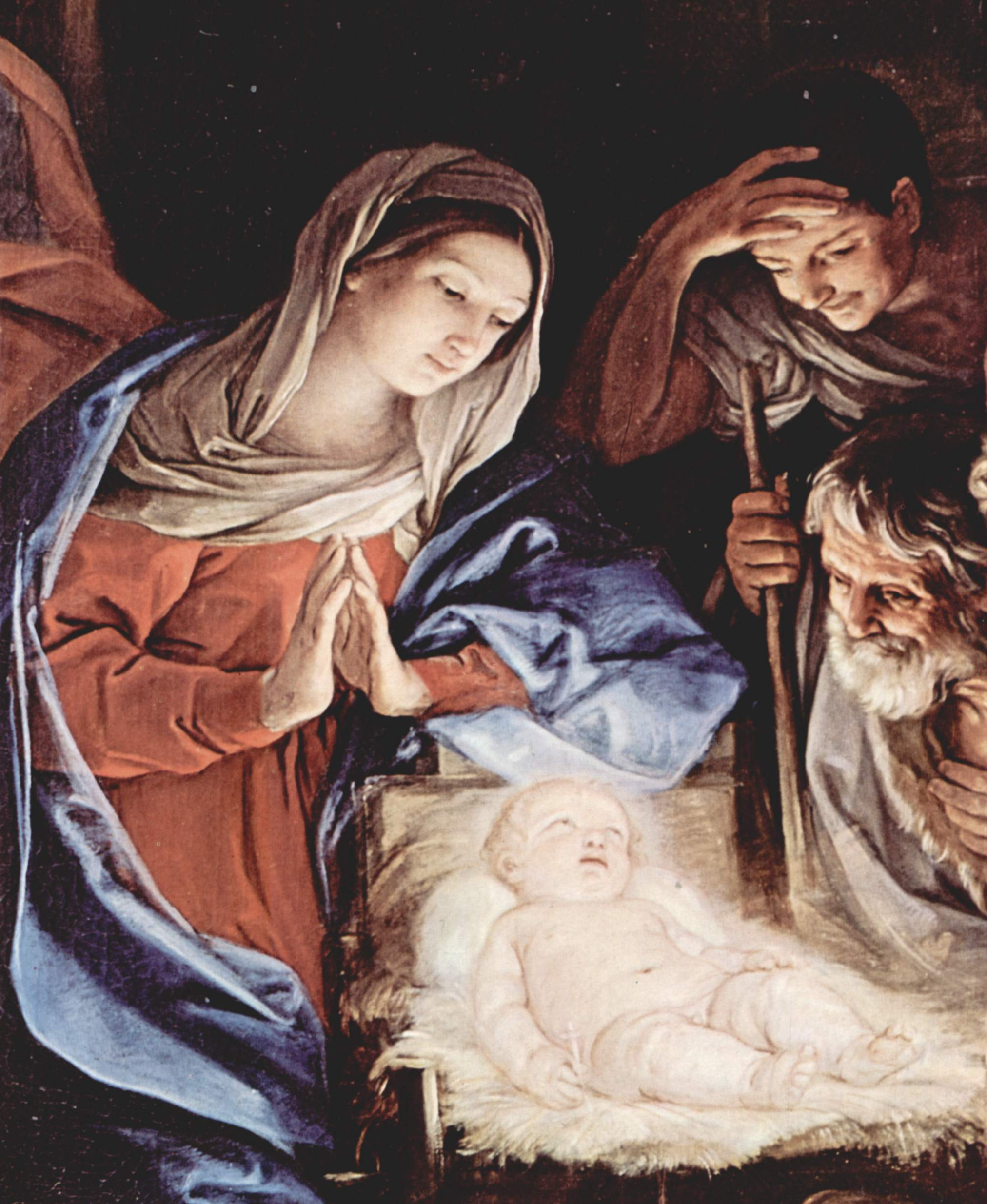
La nascita di Gesù in un dipinto di Guido Reni.

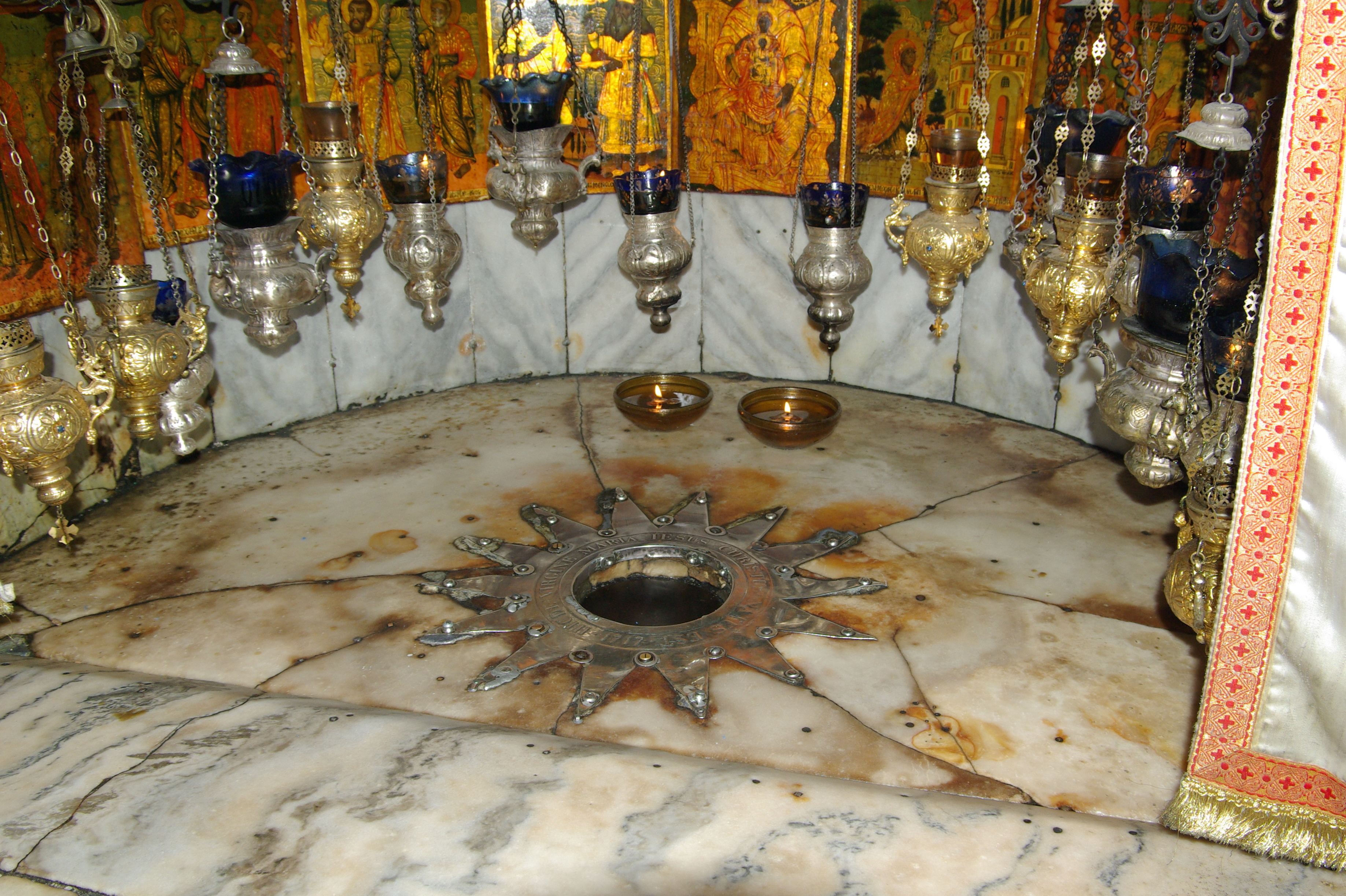
Sito tradizionale della nascita di Gesù nella Basilica della Natività di Betlemme.

Secondo l'interpretazione tradizionale, gli elementi contenuti nelle narrazioni evangeliche sono storicamente fondati. Nonostante le differenze, i vangeli di Matteo e Luca non vanno considerati antitetici ma complementari; le differenti versioni della natività da loro tramandate rispecchiano infatti due diverse esigenze catechistiche dei redattori. Le prime comunità cristiane cui era rivolto il testo di Matteo erano infatti composte da ebrei e Matteo inserisce nel racconto dell'infanzia solo quei particolari utili per presentare Gesù come il nuovo Mosé, il cui insegnamento, quindi, avrebbe avuto la stessa autorevolezza della Torah di Mosè. Per lo stesso motivo l'autore non avrebbe citato alcuni dettagli che per gli ebrei non erano importanti (come il censimento) o che erano scontati (come la circoncisione nell'ottavo giorno). Le citazioni dei diversi passi dell'Antico Testamento presenti nel Vangelo secondo Matteo indicano che l'evangelista vede negli eventi relativi alla nascita di Gesù la realizzazione di antiche profezie della Bibbia; ciò non costituisce di per sé un motivo per dedurne la non storicità del racconto evangelico.
I destinatari del Vangelo secondo Luca erano invece i Gentili, ragione per cui nel suo vangelo, ed in particolare nel racconto della natività, vi sono alcuni riferimenti all'"attualità" dell'epoca (il censimento decretato da Augusto) ben comprensibili da parte di una comunità alla quale, al contrario, sarebbero risultate totalmente oscure le citazioni dell'Antico Testamento che caratterizzano il testo di Matteo. Luca, inoltre, pone a fondamento del proprio vangelo l'aspetto sacerdotale della figura di Gesù, completamento del culto antico ed iniziatore di uno nuovo. Questo aspetto è evidente nell'inclusione che racchiude il testo lucano: esso inizia con Zaccaria, che non è più in grado di benedire il popolo al termine del rito e termina con la benedizione sacerdotale di Gesù che ascende al cielo per sedersi "alla destra del Padre". La narrativa lucana dell'infanzia, quindi, è centrata sulle figure di Maria e, di conseguenza, anche di sua cugina Elisabetta, entrambe di famiglia sacerdotale: la loro gravidanza miracolosa e le preghiere di ringraziamento a Dio richiamano quella di Anna, la madre del profeta/sacerdote/giudice Samuele (1 Sam 1-2). Si osservi, inoltre, l'origine sacerdotale di Maria risulta anche dalla sua residenza, prima che Giuseppe la prendesse con sé. Nazaret, infatti, era una delle "città levitiche". Anche gli altri episodi lucani ignorati da Matteo, cioè la presentazione al Tempio di Gesù e la sua visita ai dottori del Tempio si inserisce in questo stesso quadro teologico.
Esiste anche l'ipotesi che certi eventi siano stati narrati solo da uno dei due evangelisti perché l'altro non li conosceva; ad esempio, Luca non sarebbe stato a conoscenza della fuga in Egitto, mentre Matteo non avrebbe saputo che Giuseppe e Maria vivevano già a Nazaret prima della nascita di Gesù ed è questo il motivo per cui non avrebbe parlato del censimento e del viaggio da Nazaret a Betlemme.
Per quanto riguarda la nascita a Betlemme, messa in dubbio da vari studiosi, Joseph Ratzinger ha affermato che non sono finora emerse prove storiche attestanti che Gesù è nato in un'altra città.
Secondo l'interpretazione tradizionale, anche gli elementi storicamente più discussi, come "il suo astro" e la nascita durante il censimento di Quirinio, potrebbero essere fondati. Circa l'"astro" (tradizionalmente e impropriamente chiamato stella cometa) visto dai magi e interpretato come annuncio della nascita del "re dei Giudei", un'interpretazione che risale a Keplero lo identifica come una triplice congiunzione di Giove e Saturno nella costellazione dei pesci avvenuta nel 7 a.C.
Anche la nascita durante il "primo" censimento di Quirinio non sarebbe in contrasto con la storicità della nascita "al tempo di Erode", in quanto non si tratterebbe del "secondo" censimento organizzato da Quirinio mentre era governatore della Siria nel 6 d.C., quando Erode il Grande era morto da 10 anni (4 a.C.). I tradizionali tentativi di armonizzazione hanno ipotizzato un precedente mandato di governatore durante il regno di Erode, al quale seguì un secondo mandato con un secondo censimento nel 6 d.C. Una diversa armonizzazione possibile vede Quirinio non come il governatore vero e proprio della Siria ma come il funzionario che gestì il suo primo censimento durante il governatorato di Gaio Senzio Saturnino, al tempo di re Erode, in occasione del censimento universale ("su tutta la terra") indetto da Augusto nell'8 a.C. Secondo alcuni studiosi, risulterebbe da diverse fonti che gli interessati dovevano farsi registrare dove possedevano proprietà terriere o immobiliari, pertanto è ipotizzabile che Giuseppe avesse a Betlemme qualche proprietà terriera, forse frutto di un'eredità. Secondo, invece, altri studiosi cristiani - come Raymond Brown e John Dominic Crossan - un censimento non residenziale (che avrebbe fatto censire Giuseppe a Betlemme e non a Nazaret, dove abitava e produceva reddito) è inverosimile; inoltre, nota ancora Brown, Giuseppe non risultava avere proprietà a Betlemme e il censimento riportato nel testo lucano non è da considerare una prova "a sostegno del viaggio di Giuseppe da Nazareth dove risiedeva permanentemente a Betlemme dove chiaramente non aveva proprietà o ricchezza" e infatti "è molto chiaro che Luca non attribuisce la necessità [del viaggio a Betlemme] alla proprietà ma al lignaggio, non usa apotimēsis, che è il termine appropriato per registrare beni o reddito, e si riferisce a «nessun posto per loro negli alloggi», scoraggiando la supposizione che Giuseppe avesse proprietà a Betlemme".
Si ritiene che Giuseppe e Maria abbiano viaggiato da Nazareth a Betlemme aggregandosi ad una carovana. L'obiezione secondo cui è improbabile che una donna in avanzato stato di gravidanza avrebbe affrontato un viaggio lungo e faticoso a dorso d'asino sarebbe frutto della mentalità moderna: a quell'epoca le persone erano abituate alla fatica fisica e ad un tenore di vita duro, per cui un fatto di questo genere sarebbe stato ritenuto normale. Secondo alcuni autori va corretta l'interpretazione che Giuseppe e Maria siano arrivati in città proprio allo scadere del nono mese e si siano messi a cercare affannosamente un alloggio. Più verosimilmente si trovavano a Betlemme già da tempo, ma il luogo dove erano alloggiati non era adatto alle esigenze di una partoriente e di un bimbo appena nato.
Sulle modalità e il tempo del trasferimento da Betlemme a Nazaret i due Vangeli forniscono informazioni differenti e questo pone un problema alla loro lettura comparata. Secondo il filosofo Blaise Pascal, l'adorazione dei Magi sarebbe avvenuta dopo la circoncisione di Gesù, quindi vi sarebbe stata la presentazione al Tempio, seguita dalla fuga in Egitto; dopo qualche anno, la famiglia di Gesù sarebbe rientrata a Nazaret. Quest'interpretazione è stata però messa in discussione: data la vicinanza tra Betlemme e Gerusalemme, Erode si sarebbe presto messo in allarme non vedendo tornare i Magi; inoltre, se avessero già ricevuto i loro doni, Giuseppe e Maria non avrebbero presentato al Tempio l’offerta dei poveri. Per superare i problemi di compatibilità tra i due vangeli, in passato è stata proposta anche l'ipotesi che la presentazione al Tempio sia avvenuta al ritorno dall'Egitto. Alcuni studiosi moderni hanno invece ipotizzato che la visita dei Magi non si sia verificata poco dopo la nascita di Gesù ma in un momento successivo, dopo la presentazione al Tempio; al termine della cerimonia religiosa, la Sacra Famiglia sarebbe rientrata a Betlemme, dove sarebbe avvenuta la visita. Gli stessi studiosi hanno proposto un'integrazione degli episodi narrati da Matteo e Luca con la seguente successione cronologica: 
- viaggio da Nazaret a Betlemme;
- nascita di Gesù;
- adorazione dei pastori;
- circoncisione e presentazione al Tempio;
- adorazione dei Magi;
- fuga in Egitto;
- ritorno a Nazaret[112][113].

Tale successione cronologica, per molti studiosi, non riuscirebbe comunque a conciliare completamente i resoconti evangelici di Matteo e Luca; Luca, infatti, dice esplicitamente che la Sacra Famiglia, poco oltre un mese dalla nascita di Gesù e l'adorazione dei pastori — fatti la circoncisione e i riti della purificazione con la presentazione al Tempio in Gerusalemme — si stabilì subito a Nazaret:"Quando ebbero tutto compiuto secondo la legge del Signore, fecero ritorno in Galilea, alla loro città di Nazaret.". Questo rende, di fatto, temporalmente impossibile l'episodio dell'adorazione dei Magi e soprattutto la seguente fuga e permanenza in Egitto, prima di giungere a Nazaret, come riportato invece dal resoconto del Vangelo secondo Matteo. Anche Raymond Brown sottolinea come "pure l'armonizzatore più determinato dovrebbe essere dissuaso dall'impossibilità di riconciliare un viaggio della famiglia da Betlemme all'Egitto con il racconto di Luca di portare il bambino a Gerusalemme quando aveva quaranta giorni e poi di andare da Gerusalemme a Nazareth dove risiedevano" e "questo ci porta all'osservazione che le due narrazioni non sono solo diverse, sono contrarie l'una all'altra in una serie di dettagli [...] Luca ci dice che la famiglia tornò pacificamente a Nazareth dopo la nascita a Betlemme (2:22,39); questo è inconciliabile con l'implicazione di Matteo (2:16) che il bambino aveva quasi due anni quando la famiglia fuggì da Betlemme in Egitto ed era ancora più vecchio quando la famiglia tornò dall'Egitto e si trasferì a Nazareth".
Secondo alcuni però l'intento dell'autore del Vangelo secondo Luca, nel racconto della presentazione al Tempio (che peraltro contiene alcune imprecisioni riguardanti il rituale ebraico), non sarebbe quello di indicare un preciso riferimento temporale della partenza della Sacra Famiglia, ma di comunicare che Maria e Giuseppe erano ebrei osservanti ed eseguirono le prescritte pratiche religiose, che Gesù, Messia atteso, era stato inserito nella legge di Mosè e che la sua vita futura si sarebbe svolta a Nazaret. Esiste tra l'altro una forte similitudine con il pellegrinaggio e l'offerta del bambino a Dio effettuati dai genitori di Samuele (1Sam2, 18-21) soprattutto nella parte conclusiva, dove si dice che la famiglia tornò a casa e il bambino "cresceva davanti a Dio", per cui è possibile che anziché raccontare esattamente i fatti Luca abbia voluto imitare e attualizzare un prototipo vetero-testamentario. Secondo altri invece è possibile che la Sacra Famiglia, dopo la visita dei Magi (avvenuta poco prima della partenza per Gerusalemme) e la presentazione al Tempio, sia rientrata a Nazaret e da lì, non sentendosi al sicuro, sia partita in un secondo momento per l'Egitto, per tornare definitivamente dopo la morte di Erode. Questa ricostruzione però non si accorda con quanto riportato da Matteo, secondo cui Giuseppe fu avvertito in sogno di fuggire in Egitto subito dopo la partenza dei Magi; inoltre non è certo che Gesù in Galilea sarebbe stato in pericolo, e comunque un viaggio in Egitto da Nazaret sarebbe stato più lungo e rischioso. Alcuni studiosi hanno così ipotizzato che dopo la presentazione al Tempio (avvenuta prima della visita dei Magi) la Sacra Famiglia sia rientrata a Nazaret temporaneamente e in seguito sia tornata a Betlemme per risiedervi, essendo una città più importante; quest'ipotesi è ritenuta plausibile, ma è priva di riscontri nei testi evangelici.
Secondo vari autori più legati alla tradizione, l'unica contraddizione rilevante tra i racconti della natività di Matteo e Luca riguarderebbe il rapporto dei Giuseppe e Maria con Nazaret, dato che in Luca si dice che era «la loro città», mentre in Matteo non evidenzia alcun collegamento con questa città fino al trasferimento avvenuto al ritorno dalla fuga in Egitto (la definisce infatti «una città chiamata Nazaret»). Ciò si potrebbe spiegare con le finalità teologiche dei due evangelisti. Matteo mirava ad enfatizzare la discendenza di Gesù dalla stirpe di Davide e la realizzazione della profezia di Michea e a sottolineare che il trasferimento in Galilea e a Nazaret era avvenuto per volontà divina («avvertito poi in sogno, si ritirò nelle regioni della Galilea»). Per la teologia di Luca, Betlemme non aveva la stessa importanza di quella di Matteo, per cui è diventata una parentesi in una narrazione centrata su Nazaret.
La tradizione cristiana ha conservato la memoria del luogo della nascita di Gesù in un punto preciso sito all'interno della Basilica della Natività di Betlemme, costruita nel IV secolo.

### Interpretazione critica
Mentre gli esegeti di formazione tradizionale difendono sostanzialmente la storicità dei racconti evangelici della Natività, molti studiosi contemporanei, sia di formazione laica sia cristiana, non li considerano fondati storicamente. Secondo questa interpretazione, i principali eventi delle narrazioni sarebbero elaborazioni tardive, a carattere simbolico o leggendario, redatte sulla base delle profezie messianiche contenute nell'Antico Testamento, che vengono espressamente o implicitamente citate in particolare in Matteo. Seguendo queste premesse il luogo di nascita a Betlemme, patria del messia atteso, dovrebbe quindi essere rifiutato anche se è citato da entrambi i racconti, e sono state proposte altre località, in primis Nazaret dove Gesù risiedeva da adulto. La pregressa residenza a Nazaret riportata da Luca e la persecuzione di Erode raccontata da Matteo sarebbero in realtà due modi diversi per giustificare il trasferimento della famiglia di Gesù da Betlemme a Nazaret, città assai meno importante. Raymond Brown nota infatti che "nonostante i tentativi di armonizzazione continuamente tentati, assolutamente nulla nella narrativa di Matteo induce i lettori a pensare che Betlemme non fosse il domicilio originario di Giuseppe e Maria. Non solo Matteo 2:11 menziona la loro casa, ma anche il tono di Matteo 2:22-23 mostra che si stavano spostando da Betlemme a Nazaret per la prima volta" e "per Matteo, a differenza di Luca, Nazareth non è «la loro città», perché Giuseppe e Maria abitavano originariamente in una casa a Betlemme (Matteo 2:11)"; dello stesso parere è John Dominic Crossan, che osserva come in Matteo appare "scontato che Giuseppe e Maria abbiano sempre vissuto lì [a Betlemme] e che si siano trasferiti a Nazaret solo dopo la nascita di Gesù" e "il viaggio da e verso Nazaret per il censimento e la registrazione delle imposte è pura finzione, una creazione dell'immaginazione di Luca, il quale voleva fornire una spiegazione per il ritorno dei genitori di Gesù a Betlemme in occasione della sua nascita".
Un discorso analogo si può fare per il concepimento verginale: Matteo lo riporta per dimostrare che si è avverata la profezia di Isaia, Luca per dimostrare che Gesù è il Figlio di Dio; queste motivazioni sono interessate e rendono improbabile la storicità di quanto raccontato. Lo storico Bart Ehrman sottolinea come "la maggioranza degli storici ritiene che la tradizione della nascita di Gesù in Betlemme sia altamente problematica".
La storicità dei racconti evangelici è messa in dubbio, secondo questa interpretazione, da incoerenze sia esterne sia interne ai racconti. Ad esempio, in Luca la nascita di Gesù è collocata sia durante il regno di Erode (morto probabilmente nel 4 a.C.), sia in occasione del censimento di Quirinio (Giuseppe Flavio ne attesta uno nel 6 d.C.), eventi difficili da conciliare, mentre in Matteo si racconta della strage degli innocenti, episodio non confermato da nessun'altra fonte, neppure evangelica. I due racconti sono inoltre in disaccordo sugli annunci dell'angelo (in Matteo appare a Giuseppe, in Luca a Maria), sulle motivazioni per cui Gesù nacque a Betlemme (in base a quanto scritto in Matteo, Giuseppe e Maria sembrano risiedere nella cittadina sin dall'inizio, per l'autore di Luca vi giungono solo per rispettare i dettami del censimento), sull'adorazione del bambino Gesù (per Matteo avviene da parte dei Magi, per Luca da parte dei pastori), sulle modalità e i tempi di trasferimento a Nazaret (per Matteo vi si trasferiscono dopo la fuga in Egitto perché a Betlemme regna il figlio di Erode, secondo Luca vi ritornano dopo la presentazione al Tempio di Gesù, circa 40 giorni dopo la sua nascita); è diversa anche l'atmosfera di fondo, drammatica in Matteo (per la fuga in Egitto, la strage degli innocenti e la paura per l'ascesa al trono del figlio di Erode) e serena in Luca (in cui sono assenti persecuzioni, fughe e paure). Alcune di queste discordanze sono profonde (ad esempio, nell'esposizione delle cause del trasferimento a Nazaret Matteo non fa alcun cenno ad un precedente legame della famiglia di Gesù con questa città), tanto che Raymond Brown ha affermato che qualsiasi tentativo di armonizzare le narrazioni di Matteo e Luca per farne una storia coerente sulla nascita di Gesù "è destinato al fallimento". Bisogna inoltre considerare che nessuna delle informazioni date nei due racconti della nascita di Gesù riappare chiaramente nel seguito dei vangeli, neanche negli stessi Matteo e Luca. Anche lo storico e teologo cristiano Rudolf Bultmann ritiene che tali episodi non siano storici, ma derivati da racconti leggendari, anche non ebraici, e finalizzati all'adempimento di profezie.
In merito al censimento di Quirinio del 6 d.C., si è tentato a più riprese di retrodatarlo per conciliarlo con il periodo storico antecedente alla morte di Erode del 4 a.C.; questi tentativi non sono stati, al momento, confermati da adeguate fonti storiche. In ogni caso, il fatto che il censimento obbligasse a registrarsi nella città di origine della famiglia e non in quella di residenza - come consuetudine dei Romani - è considerato da molti storici inverosimile e visto come un espediente dell'evangelista Luca per adempiere alla profezia della nascita a Betlemme, città di Davide. I Romani facevano infatti registrare la popolazione nel luogo di residenza, dove si produceva il reddito tassabile, e non di origine che, come in questo caso, avrebbe inutilmente obbligato le persone ad un lungo ed oneroso viaggio - oltretutto interrompendo la propria attività produttiva, anche a scapito degli stessi Romani - per tornare ad una città da cui venivano i loro antenati secoli o, come nel caso di Giuseppe, millenni prima. Crossan ritiene che "l'idea che tutti dovessero recarsi per la registrazione nella propria patria d'origine per poi tornare alle proprie case sarebbe stata allora, come ai giorni nostri, una specie di mostruosità burocratica" e "la cosa importante ieri, come oggi, era in realtà il fatto di essere registrati dove si poteva essere tassati". Raymond Brown concorda che "poiché l'iscrizione era principalmente a fini fiscali, l'usanza romana era quella di registrare le persone dove vivevano o nella vicina città principale di un distretto (la città da cui sarebbe stata prelevata la tassa)" e, inoltre, ritiene che non vi siano possibili paralleli con un censimento "kata oikian" - che, per particolari motivi di residenza temporanea, aveva fatto censire, in Egitto, degli abitanti nel luogo di provenienza - sia perché "nulla nella descrizione di Luca sul luogo di nascita o nel quasi immediato ritorno della famiglia a Nazareth ci incoraggia a pensare che Giuseppe avesse altre ragioni per andare a Betlemme oltre quella data, cioè la sua discendenza ancestrale [da re Davide]" e quindi "Luca fa riferimento a un censimento per discendenza", sia perché nulla nei resoconti evangelici indica che Giuseppe avesse alcuna proprietà a Betlemme.
Gli esegeti della École biblique et archéologique française (i curatori della Bibbia di Gerusalemme) notano come "la cronologia della nascita di Gesù fornita da Luca non si concilia con quella di Matteo" e, in merito, fanno inoltre rilevare come anche negli Atti (At5,37) si sottolinei la concomitanza del censimento citato in Luca con la prima rivolta, da esso provocata, di Giuda il Galileo, proprio nel 6 d.C.. Anche gli esegeti curatori del "Nuovo Grande Commentario Biblico" fanno riferimento al censimento rilevando che "Luca, come dimostra anche in At 5,37, non aveva ricordi chiari circa questo censimento" e come tale racconto sia stato solo un pretesto per far giungere Maria e Giuseppe a Betlemme; gli stessi esegeti ritengono quindi il resoconto matteiano "difficilmente conciliabile in molti particolari con Luca 1-2" e come tali racconti siano attualmente ritenuti un midrash giudeo-cristiano contenente anche elementi leggendari.
Raymond Brown sottolinea, inoltre, una serie di altre incongruenze storiche sul censimento citato dal Vangelo secondo Luca, narrazione riportata solo da questo evangelista e "basata su confusi ricordi dei censimenti romani", che "è dubbia su quasi ogni punto, nonostante gli elaborati tentativi degli studiosi per difendere l'accuratezza lucana". Brown ritiene infondati anche i tentativi di armonizzazione che suppongono un duplice mandato di Quirino - la cui carriera è relativamente ben documentata - ed evidenzia che anche "Atti 5:37 mostra la conoscenza di un solo censimento («il censimento»). La cosiddetta giustificazione testuale per due censimenti, «Questo fu il primo censimento sotto Quirino come governatore» (Luca2:2) [...] non significa il primo di due; significa che questo fu il primo censimento effettuato sotto gli auspici romani nella provincia della Giudea, un censimento condotto quando Augusto era imperatore e Quirino era governatore" e anche Giuseppe Flavio "non dà alcun indizio sul fatto che Quirino abbia prestato servizio in precedenza in quella veste".
Il teologo ritiene che l'autore del vangelo lucano "confuse i tempi difficili che accompagnarono la formazione della provincia della Giudea e i tempi difficili che accompagnarono la morte di Erode dieci anni prima", anche perché non avrebbe avuto senso un censimento di tassazione sotto Erode il Grande: "un re sempre collaborativo nel versare i tributi a Roma; Erode imponeva le sue tasse e i suoi esattori delle tasse", mentre invece "il noto censimento di Quirino nel 6-7 d.C. fu condotto proprio perché il figlio di Erode, Archelao, era stato deposto, e la Giudea ora veniva posta in modo diretto sotto il governo romano e le sue tasse"; inoltre, "l'imposizione di un censimento romano e di una tassa romana nel regno di Erode il Grande avrebbe dovuto produrre esattamente lo stesso risultato [di rivolta]; quindi il silenzio di Giuseppe Flavio, non solo su un tale censimento e tassazione sotto Erode, ma anche su una rivolta o una protesta contro Roma su tale pratica, è un argomento eloquente che non vi fu alcun censimento romano della Palestina prima del censimento sotto Quirino in AD 6-7, un evento, con la sua concomitante rivolta, accuratamente descritta da Giuseppe Flavio".
Lo studioso rileva altresì che "uno studio del Vangelo di Luca e degli Atti mostra che Luca aveva delle carenze come storico; per esempio in Atti 5:36 indica Gamaliele, a metà degli anni '30, riferirsi col passato alla rivolta di Teuda che non si è verificata fino ai '40, e poi Luca genera ulteriore confusione facendo riferire a Gamaliele della rivolta guidata da Giuda il Galileo (AD 6) come se venisse dopo la rivolta di Teuda!"; anche in merito ai riti della purificazione tale teologo - così come anche Rudolf Bultmann - osserva come Luca non sia stato storicamente corretto e conclude, in merito a tale purificazione, "perché non ammettere semplicemente che Luca si confuse su questo punto, come nel censimento? Io ritengo tali inesattezze essere una prova del fatto che Luca non era cresciuto nell'ebraismo o in Palestina".
Secondo Hans Küng i vangeli ci dicono che Gesù era un personaggio storico nato in Palestina durante il regno di Augusto, ma il luogo e l'anno della nascita restano incerti e non si possono determinare esattamente.
Altri studiosi sostengono che bisogna evitare le posizioni estreme di chi ritiene che i contenuti dei Vangeli siano interamente veri e di chi pensa che in essi non ci sia niente di vero; nel caso dei racconti sulla Natività, l'indagine critica sui testi potrà tuttavia giungere a risultati più sicuri sotto il profilo teologico che sotto il profilo storico. Anche la questione dell'adempimento delle antiche profezie in Gesù va considerata sotto il profilo teologico, non dal punto di vista puramente storico: l'Antico Testamento viene letto e compreso in modo nuovo per effetto della fede cristiana.
Date queste premesse, vari studiosi (anche cristiani) ritengono che questi racconti vadano letti essenzialmente in senso teologico, senza ricercarne l'esattezza storica intesa dai positivisti europei e senza cercare di armonizzarli ad ogni costo per creare un "super racconto" dell'infanzia di Gesù.

#### Interpretazione come natività mitologica
Un'interpretazione psicoanalitica che risale a Otto Rank (Il mito della nascita dell'eroe, 1909) evidenzia come i principali elementi della nascita di Gesù siano riscontrabili anche in altre biografie mitologiche, in particolare l'origine semi-divina (v. p.es. Gilgameš, Eracle) e la persecuzione del neonato da parte di un'autorità (v. p.es. Sargon, Mosè, Romolo e Remo). Per Gesù come per gli altri eroi mitologici l'origine di questi elementi narrativi non sarebbe quindi da trovare in eventi storici ma nell'identificazione dell'io con l'eroe e nella proiezione su questo di elementi della propria storia personale (il desiderio di essere speciale o divino, il timore della persecuzione del padre).
Molti studiosi, anche cristiani, come Raymond Brown, John Dominic Crossan e Rudolf Bultmann, ritengono che la narrazione della nascita di Gesù sia stata modellata su quella di Mosè, a sua volta derivata da precedenti tradizioni di altri popoli.
Raymond Brown - in merito alla narrazione biblica sulla nascita di Mosè, utilizzata nel Vangelo secondo Matteo per la Natività di Gesù - evidenzia una serie di parallelismi: Erode cerca di uccidere Gesù e questo viene fatto fuggire in un altro paese, il faraone cerca di uccidere Mosè e questo fugge in un altro paese; Erode ordina la strage degli innocenti (bambini maschi), il faraone quella dei neonati ebrei maschi; Erode e il faraone muoiono entrambi mentre Gesù e Mosè sono in esilio; un angelo del Signore avvisa la famiglia di Gesù che può tornare alla sua terra e così fa il Signore con Mosè (in entrambi i casi Brown sottolinea l'uso della medesima espressione per giustificare il rientro in Israele (oppure in Egitto): "«perché sono morti coloro che insidiavano la vita del bambino (oppure: "la tua vita")»"); Giuseppe prende moglie e figlio e ritorna in Israele, Mosè prende moglie e figlio e ritorna in Egitto. Brown sottolinea che anche altre fonti sulla vita di Mosè - come Flavio Giuseppe e vari midrash ebraici - "accentuano i già noti paralleli biblici tra le infanzie di Mosè e Gesù".
Alle stesse conclusioni giunge John Dominic Crossan, che sottolinea come, rispetto al resoconto lucano, Matteo "invece di immaginare coppie sterili e concepimenti miracolosi, si concentra sull'infanzia di Mosè", creando i relativi parallelismi. Anche Rudolf Bultmann, ritiene vi siano delle tradizioni più antiche e comuni alla base delle natività di Gesù e Mosè, come ad esempio nelle narrazioni della strage degli innocenti comandata da Erode dopo la nascita di Gesù e quella della strage dei neonati ebrei maschi nella storia di Mosè.

## Significato teologico
Ortensio da Spinetoli ha sottolineato che le finalità dei Vangeli dell’infanzia sono teologiche e catechistiche e che gli autori non intendono fare cronaca, ma annunciare il messaggio portato da Gesù. Ciò non significa che non vi siano fatti storici, ma anche tralasciando i fatti mirabolanti (come le apparizioni di angeli) è difficile distinguere i fatti originari tramandati dai familiari di Gesù dalle successive rielaborazioni effettuate prima dai circoli giudeo-cristiani di Gerusalemme e poi dagli evangelisti. È possibile invece delineare il significato teologico che i fatti riportati dagli evangelisti vogliono trasmettere.
Gesù è nato per volontà di Dio e in lui si manifesta la potenza rinnovatrice e per questo fecondatrice dello Spirito Santo (concepimento verginale). Egli discende da Davide ed è l’erede di Abramo: è il Messia atteso da Israele (genealogia, nascita a Betlemme) ma si inserisce nella storia universale (censimento di Augusto). Viene come salvatore dei peccatori, degli emarginati di Israele (come i pastori) e dei pagani (come i magi) che lo riconosceranno. Sarà riconosciuto anche dai pii di Israele (come Simeone e Anna) ma non dal potere religioso (simboleggiato dagli scribi e dai capi dei sacerdoti) e dal potere politico (simboleggiato da Erode). Subirà ostilità e persecuzioni, che però non fermeranno la sua missione di salvezza. Sarà il nuovo Giacobbe e il nuovo Mosè (fuga in Egitto e ritorno). Con l’insediamento a Nazaret realizzerà infine la sua vocazione “nazireale”, cioè di uomo consacrato a Dio (nazir).
Raymond Brown - che considera i due resoconti dell'infanzia non storici e in contraddizione tra loro, tanto "che gli sforzi per armonizzare le narrazioni in una storia consecutiva sono del tutto infruttuosi" - ritiene che Matteo e Luca abbiano inserito, probabilmente dopo la stesura dei loro vangeli, tutto o parte dei racconti delle natività in base alle proprie necessità redazionali e teologiche e considera gli "evangelisti come autori veramente creativi e non semplici redattori". In merito alla ricerca storica relativa, osserva che "il risultato finale di alcuni aspetti di questa ricerca passata è stato, per i cristiani istruiti, quasi di imbarazzo sul valore delle narrative dell'infanzia. Ora la dottrina biblica sembra muoversi in una fase di ricerca più feconda, mentre cerca di recuperare il valore delle storie d'infanzia a livello teologico".
Anche John Dominic Crossan ritiene che le narrazioni di Matteo e Luca, "caratterizzate da una tale libertà compositiva", non abbiano carattere storico ma rispondano alle necessità teologiche degli evangelisti e, ad esempio, in Matteo "Gesù è un nuovo e più grande Mosè".

## Il giorno e l'anno di nascita di Gesù
La maggior parte dei biblisti colloca la nascita dopo il censimento di Augusto (8 a.C.) e prima della morte di Erode (4 a.C.), con una maggiore preferenza per il 7-6 a.C. Dalla inesatta datazione della natività di Dionigi il Piccolo, che la fissò nell'anno 753 dalla fondazione di Roma, decorre in occidente a partire dal VI secolo la datazione della cosiddetta "era cristiana".
I testi evangelici sembrano suggerire uno scarso interesse degli evangelisti per tramandare il giorno di nascita di Gesù, elemento estraneo agli obiettivi del loro testo. Tale ritrosia era condivisa dai primi cristiani, che tendevano a festeggiare il Battesimo di Gesù o l'Epifania (considerati "equivalenti" e collocati spesso nella stessa data, in quanto punti d'avvio della rivelazione della divinità di Gesù).
Le prime notizie risalgono circa all'anno 200, ma sono rare, contraddittorie o di difficile interpretazione. Solo Ippolito di Roma assegnava sin da allora la nascita al 25 dicembre del calendario solare romano (giuliano).
La festa liturgica del Natale è piuttosto tarda e perciò la sua collocazione al 25 dicembre sarebbe dovuta, secondo la maggioranza degli storici, a considerazioni pratiche. Cioè per soppiantare le vecchie feste pagane, come quella del Sole Invitto. L'innesto delle nuove credenze cristiane nel corpus del calendario e delle tradizioni popolari romane avrebbe fissato la commemorazione della natività di Cristo nelle antiche feste invernali dedicate a Saturno, i Saturnali, forse perché erano feste che segnavano la fine di un tempo, ed anche perché caratteristica dei Saturnalia era la temporanea abolizione delle differenze sociali e l'inversione dei ruoli tra schiavi e padroni.
Secondo alcuni studiosi la data del 25 dicembre potrebbe comunque almeno avvicinarsi a quella vera, calcolata grazie al Calendario di Qumran e al ritrovamento del Libro dei Giubilei (II secolo a.C.) a Qumran. Uno studioso israeliano, Semaryahu Talmon (1920-2010), è stato in grado di ricostruire le turnazioni sacerdotali degli ebrei secondo il calendario lunisolare ebraico ed applicarle al calendario solare gregoriano. L'evangelista Luca riferisce infatti che l'arcangelo Gabriele annunciò a Zaccaria la nascita del figlio Giovanni mentre stava svolgendo le sue funzioni sacerdotali davanti a Dio nel tempio, nel turno di Abia. Ora, questa classe, come tutte le altre, svolgeva il turno due volte l'anno. Una di queste due volte, secondo il nostro calendario solare, corrispondeva all'ultima decade di settembre. In questo modo risulterebbe quindi giustificata anche la data tradizionale di nascita del Battista (24 giugno), avvenuta nove mesi dopo l'annuncio di Gabriele a Zaccaria. Ma ne consegue che un fondamento storico ha anche la data dell'annunciazione a Maria, "sei mesi dopo" ("e questo mese è il sesto per lei"), quindi nel marzo dell'anno successivo. Questo fatto implicherebbe, secondo l'indagine di Nicola Bux, che "è storica anche la data del 25 dicembre, nove mesi dopo", per determinare la nascita di Gesù.
La data del 25 dicembre sarebbe però in contrasto con l'episodio dell'adorazione dei pastori del Vangelo secondo Luca, in cui si racconta che i pastori pernottavano nei campi vegliando di notte sul loro gregge; secondo alcuni autori, ciò avveniva nel periodo compreso tra la festa della Pasqua Ebraica e la festa delle capanne, cioè tra marzo e ottobre, ma non in inverno, perché ci sarebbe stato troppo freddo (oltretutto, Betlemme si trova ad un'altitudine di circa 800 metri sul livello del mare). Inoltre l'identificazione più probabile della stella di Betlemme, di cui parla il Vangelo secondo Matteo, è una Congiunzione Giove-Saturno che nel 7 a.C. è avvenuta tre volte di seguito in maggio, ottobre e dicembre (in una coinvolgendo anche Marte); confrontando la descrizione del Vangelo con il fenomeno astronomico, alcuni studiosi ritengono probabile che i Magi si siano messi in viaggio in maggio (all'inizio del fenomeno) e siano arrivati in ottobre, quindi Gesù sarebbe nato in settembre, data compatibile con il pernottamento all'aperto dei pastori. Quindi l'alternativa sarebbe la celebrazione del Natale in concomitanza con la Festa ebrea delle capanne.

## Nascita di Gesù nel Corano
Il Corano racconta la nascita di Gesù alla sura XIX versetti 15-40, in modo differente dai Vangeli. Un angelo annuncia a Maria che avrà un figlio sacro; il concepimento avviene in modo verginale, ad opera di Dio. Gesù viene partorito nel deserto sotto una palma da datteri e Dio fa nascere un ruscello sotto i piedi di Maria, perché possa dissetarsi. Tornata a casa, Maria viene accusata dai familiari di impudicizia, ma il neonato Gesù parla in suo favore, discolpandola. Dal racconto coranico è completamente assente Giuseppe, padre putativo di Gesù.

### Riferimenti
1. ↑   Mi 5,1, su La Parola - La Sacra Bibbia in italiano in Internet.
2. ↑   Is 7,14, su La Parola - La Sacra Bibbia in italiano in Internet.
3. ↑  Per testi e riferimenti si veda il sito: The Case Against Q
4. 1 2  S. Talmon, "The Calendar of the Covenanters of the Judean Desert", in C. Rabin and Y. Yadin, eds, Aspects of the Dead Sea Scrolls, "Scripta Hierosolymitana", vol. 4, 1958, pp. 162–199. (Ristampato col titolo "The Calendar of the Covenanters of the Judea Desert", in S. Talmon, The World of Qumran from Within, Gerusalemme, Magnes Press, 1989, pp. 147–185.)
5. ↑   Antonio Carbonara, Da Qumran la prova che Gesù è nato il 25 dicembre, su VentiperQuattro, 24 dicembre 2018. URL consultato il 25 febbraio 2023.
6. ↑   Roberto Nava, Vittorio Messori e Tommaso Federici, Dai rotoli di Qumran la conferma: Gesù è veramente nato il 25 dicembre (PDF).
7. ↑  Jo Robinson and Jean Coppock Staheli, Unplug the Christmas machine, New York, 1991, Cap. 4
8. ↑   Mt 1,18-25, su La Parola - La Sacra Bibbia in italiano in Internet.
9. ↑   Lc 1,26-38, su La Parola - La Sacra Bibbia in italiano in Internet.
10. ↑   Lc 1,39-80, su La Parola - La Sacra Bibbia in italiano in Internet.
11. ↑   Lc 2,1-5, su La Parola - La Sacra Bibbia in italiano in Internet.
12. ↑   Mt 1,25-2,1, su La Parola - La Sacra Bibbia in italiano in Internet.
13. ↑   Lc 2,6-7, su La Parola - La Sacra Bibbia in italiano in Internet.
14. ↑  Tutte le case avevano una stalla, non è una grotta isolata come nei nostri presepi. La deposizione in una mangiatoia a Betlemme, nome che significa "casa del pane"(בית לחם; Bet Lechem) è un accenno alla missione di Gesù, spiegata in Lc 22,19.
15. ↑   Lc 2,8-20, su La Parola - La Sacra Bibbia in italiano in Internet.
16. ↑   Lc 2,21-38, su La Parola - La Sacra Bibbia in italiano in Internet.
17. ↑   Mt 2,1-12, su La Parola - La Sacra Bibbia in italiano in Internet.
18. ↑   Mt 2,13-18, su La Parola - La Sacra Bibbia in italiano in Internet.
19. ↑   Mt 2,19-23, su La Parola - La Sacra Bibbia in italiano in Internet.
20. ↑   Lc 2,39, su La Parola - La Sacra Bibbia in italiano in Internet.
21. ↑   Mt 1,20, su La Parola - La Sacra Bibbia in italiano in Internet.
22. ↑   Lc 1,27, su La Parola - La Sacra Bibbia in italiano in Internet.
23. ↑   Lc 2,4, su La Parola - La Sacra Bibbia in italiano in Internet.
24. ↑   Mt 1,20-23, su La Parola - La Sacra Bibbia in italiano in Internet.
25. ↑   Lc 1,30-35, su La Parola - La Sacra Bibbia in italiano in Internet.
26. ↑   Mt 1,20, su La Parola - La Sacra Bibbia in italiano in Internet.
27. ↑   Lc 1,34, su La Parola - La Sacra Bibbia in italiano in Internet.
28. ↑   Mt 1,21, su La Parola - La Sacra Bibbia in italiano in Internet.
29. ↑   Lc 2,11, su La Parola - La Sacra Bibbia in italiano in Internet.
30. ↑   Mt 2,1, su La Parola - La Sacra Bibbia in italiano in Internet.
31. ↑   Lc 2,4-6, su La Parola - La Sacra Bibbia in italiano in Internet.
32. ↑   Mt 2,1, su La Parola - La Sacra Bibbia in italiano in Internet.
33. ↑   Lc 1,5, su La Parola - La Sacra Bibbia in italiano in Internet.
34. ↑   Mt 2,23, su La Parola - La Sacra Bibbia in italiano in Internet.
35. ↑   Lc 2,51, su La Parola - La Sacra Bibbia in italiano in Internet.
36. ↑   Mt 1,20-23, su La Parola - La Sacra Bibbia in italiano in Internet.
37. ↑   Lc 1,30-35, su La Parola - La Sacra Bibbia in italiano in Internet.
38. ↑   Lc 2,1-5, su La Parola - La Sacra Bibbia in italiano in Internet.
39. ↑   Mt 2,11, su La Parola - La Sacra Bibbia in italiano in Internet.
40. ↑   Lc 2,7, su La Parola - La Sacra Bibbia in italiano in Internet.
41. ↑   Lc 2,15-18, su La Parola - La Sacra Bibbia in italiano in Internet.
42. ↑   Lc 2,15-18, su La Parola - La Sacra Bibbia in italiano in Internet.
43. ↑   Mt 2,9, su La Parola - La Sacra Bibbia in italiano in Internet.
44. ↑   Mt 2,11, su La Parola - La Sacra Bibbia in italiano in Internet.
45. ↑   Mt 2,16, su La Parola - La Sacra Bibbia in italiano in Internet.
46. ↑   Mt 1-2, su La Parola - La Sacra Bibbia in italiano in Internet.
47. ↑   Mt1,22-23, su La Parola - La Sacra Bibbia in italiano in Internet.
48. 1 2  Brown, 1993, p. 100.
49. ↑  Brown, 1993, pp. 145-148.
50. ↑  Crossan, 1994, pp. 38-40.
51. ↑  Bart Ehrman, E Gesù diventò Dio, Nessun Dogma Editore, 2017, pp. 212-214, ISBN 978-88-98602-36-0.
52. ↑  Augias e Pesce, 2006, pp. 89-90.
53. ↑  Brown, 1993, pp. 149-151.
54. ↑   Mi5,1, su La Parola - La Sacra Bibbia in italiano in Internet.
55. ↑   Mt2,22-23, su laparola.net.
56. ↑  Vito Mancuso, Io e Dio, Garzanti, 2011, p. 267
57. 1 2 3 4  Joseph Ratzinger, L'infanzia di Gesù, Rizzoli 2012, pp. 135-136.
58. ↑   Is 11, 1, su La Parola - La Sacra Bibbia in italiano in Internet.
59. ↑   Zc 3,8-9;6,12, su La Parola - La Sacra Bibbia in italiano in Internet.
60. ↑  Il Nazareno
61. ↑  Quale profeta disse che Gesù sarebbe stato chiamato Nazareno?
62. ↑  Brown, 1993, p. 208.
63. ↑  Brown, 1993, pp. 223-225.
64. ↑   Lc 1,26-2,39, su La Parola - La Sacra Bibbia in italiano in Internet.
65. ↑   Lc 1,26-56, su La Parola - La Sacra Bibbia in italiano in Internet.
66. ↑   Lc 1,57-80, su La Parola - La Sacra Bibbia in italiano in Internet.
67. ↑   Lc 2,1-20, su La Parola - La Sacra Bibbia in italiano in Internet.
68. ↑   Lc 2,21-39, su La Parola - La Sacra Bibbia in italiano in Internet.
69. ↑   Lc 3,23-38, su La Parola - La Sacra Bibbia in italiano in Internet.
70. ↑   Mt2,11, su La Parola - La Sacra Bibbia in italiano in Internet.
71. ↑   Lc2,7, su La Parola - La Sacra Bibbia in italiano in Internet.
72. ↑  cc. 17 - 18
73. ↑  Luigi Gambero, Mary and the fathers of the church: the Blessed Virgin Mary in patristic thought, Ignatius Press, 1999, pp.35-41
74. ↑  Wilhelm Schneemelcher, Robert McLachlan Wilson, New Testament Apocrypha: Gospels and related writings, Westminster John Knox Press, 2003, ISBN 066422721X, p. 65.
75. ↑  c.2
76. ↑  c. 13
77. ↑  La grotta, nel simbolismo precristiano, era simbolo del cosmo, imago mundi ("immagine del mondo"). La grotta fu anche il luogo di nascita di molti dei: Dioniso, Ermes, Zeus,  Mitra. (Alfredo Cattabiani, Calendario, "Il simbolismo del presepe", pag. 84, Rusconi, Milano, 1993.)
78. ↑  c.14
79. ↑   Is1,3, su La Parola - La Sacra Bibbia in italiano in Internet.
80. ↑   Mt1,20, su La Parola - La Sacra Bibbia in italiano in Internet.
81. ↑   Lc1,30-35, su La Parola - La Sacra Bibbia in italiano in Internet.
82. ↑   Is7,14, su La Parola - La Sacra Bibbia in italiano in Internet.
83. ↑   Mt2,1, su La Parola - La Sacra Bibbia in italiano in Internet.
84. ↑   Lc2,4-7, su La Parola - La Sacra Bibbia in italiano in Internet.
85. ↑   Mi5,1, su La Parola - La Sacra Bibbia in italiano in Internet.
86. ↑   Mt2,2, su La Parola - La Sacra Bibbia in italiano in Internet.
87. ↑   Nm24,17, su La Parola - La Sacra Bibbia in italiano in Internet.
88. ↑   Mt2,1-12, su La Parola - La Sacra Bibbia in italiano in Internet.
89. ↑   Is60,3; Sal72,10;68,29, su La Parola - La Sacra Bibbia in italiano in Internet.
90. ↑   Mt2,1315, su La Parola - La Sacra Bibbia in italiano in Internet.
91. ↑   Os11,1, su La Parola - La Sacra Bibbia in italiano in Internet.
92. ↑   Mt2,16-18, su La Parola - La Sacra Bibbia in italiano in Internet.
93. ↑   Ger31,15, su La Parola - La Sacra Bibbia in italiano in Internet.
94. ↑   Lc2,21, su La Parola - La Sacra Bibbia in italiano in Internet.
95. ↑   Ml3,1, su La Parola - La Sacra Bibbia in italiano in Internet.
96. ↑  Edwuin D. Freeds, The Stories of Jesus' Birth: A Critical Introduction, Continuum International, 2001
97. ↑  Questo rapporto, raccontato dai padri della chiesa, è formalizzato nel vangelo marciano tramite la cosiddetta inclusione petrina.
98. ↑   Mt,28-20, su La Parola - La Sacra Bibbia in italiano in Internet.
99. ↑  Larry W. Hurtado, Lord Jesus Christ, 2005
100. ↑  Sul tema delle limitazioni delle fonti nel mondo antico, cfr. E.P. Sanders, Gesù. La verità storica, Mondadori, 1995
101. ↑  Bruce M. Metzger, Michael D. Coogan, The Oxford Guide to People & Places of the Bible, Oxford University Press, 2004
102. ↑  James Bejon, Matthew & Luke's Birth Narratives: Sins of Omission?. Si veda il sommario: "Summary: Many commentators dismiss Matthew and Luke’s birth narratives as ahistorical on the basis of what they fail to mention. If Joseph ends up in Bethlehem as a result of Luke’s census, they expect Matthew to mention it. And if Joseph returns to Nazareth by way of Egypt (to avoid Matthew’s massacre in Bethlehem), they expect Luke to mention it. That’s not, however, the way Matthew and Luke operate. Rather, each author seeks to frame Jesus’ emergence in Israel against the backdrop of particular aspects of Biblical history, and each author decides what to mention and what not to mention in light of that objective. For Matthew, Jesus is a new Moses, who presents an immediate threat to the world’s Herods. Consequently, Jesus’ activities in the Temple and childhood in Nazareth are superfluous to Matthew’s narrative, and their inclusion would be a distraction. Meanwhile, for Luke, Jesus is a more subversive, Samuel-like figure, who grows up and in around the Temple. Consequently, Jesus’ stay in Bethlehem and flight to Egypt are superfluous to Luke’s narrative, and their inclusion would (as before) be a distraction. True, Matthew and Luke’s editorial decisions may not conform to our (modern-day) expectations. But historical reliability and conformity to our expectations are two different things. Ultimately, if we want to engage with Matthew and Luke’s narratives in a fruitful way, we need to engage with them on their own terms rather than make them answer questions they don’t seek to address."
103. ↑  Brown, 1993, pp. 396, 668, 549.
104. 1 2  Crossan, 1994, pp. 40-46.
105. ↑   Lc 2:39, su laparola.net.
106. ↑  Brown, 1993, pp. 396, 549, 669.
107. ↑  Betlemme culla del Salvatore
108. ↑  Ortensio da Spinetoli, op. cit., p. 116
109. ↑  Blaise Pascal, Vita di Gesù, Rizzoli, 2009
110. ↑  Did the wise men arrive 12 days after Jesus’ birth?
111. ↑  Dizionario dell'ecclesiastico, Vol. 2°, 1844
112. ↑  John Bernard Orchard, Synopsis of the Four Gospels, 1983
113. ↑  Steven L. Cox, Kendell H. Easley, Harmony of the Gospels, 2007
114. ↑   Lc2,39, su laparola.net..
115. ↑   Mt2, su laparola.net..
116. ↑  Bart Ehrman, Il Nuovo Testamento, Carocci Editore, 2015, pp. 154-155, ISBN 978-88-430-7821-9; Bart D.Ehrman, Jesus, Interrupted - Revealing the Hidden Contradictions in the Bible, HarperCollins Publishers, 2009, pp. 32-33, ISBN 978-0-06-186327-1; Bibbia di Gerusalemme, EDB, 2011, note p. 2439, ISBN 978-88-10-82031-5; Bart Ehrman, Il Nuovo Testamento, Carocci Editore, 2015, pp. 154-155, ISBN 978-88-430-7821-9.
117. ↑  Brown, 1993, pp. 36, 189.
118. ↑  Commento a Lc 2, 22-40
119. ↑  When did the Magi visit Jesus?
120. ↑   1Sam2, 18-21, su La Parola - La Sacra Bibbia in italiano in Internet.
121. ↑  Ortensio da Spinetoli, op. cit., p. 101
122. ↑  Il giorno in cui Gesù fu presentato al Tempio
123. ↑  More timeline twisting
124. ↑  The Star of Bethlehem-Part Three
125. ↑  Why do Matthew and Luke seem to disagree about the circumstances of Jesus’ birth?
126. ↑  Robert R. Beck, Banished Messiah, Wipf & Stock, 2010, p. 23
127. ↑  Crossan, 1994, pp. 40-43.
128. ↑  Bart D. Ehrman, Gesù è davvero esistito? Un'inchiesta storica, Mondadori, 2013, pp. 300-301, ISBN 978-88-04-63232-0.
129. ↑  Bart Ehrman, Jesus apocalyptic prophet of the new millennium, Oxford University Press, 1999, p. 97, ISBN 978-0-19-512474-3.
130. ↑  Crossan, 1994, pp. 37-43.
131. ↑  Bart Ehrman, Jesus apocalyptic prophet of the new millennium, Oxford University Press, 1999, pp. 36-39, ISBN 978-0-19-512474-3.
132. ↑  Raymond E. Brown, La nascita del Messia secondo Matteo e Luca, Cittadella, 1981
133. ↑  Rudolf Bultmann, History of the Synoptic Tradition, Hendrickson Publisher, 1963, pp. 291-301, 304, 443-448, ISBN 1-56563-041-6.
134. ↑   Mi5,1, su laparola.net..
135. ↑  Bart Ehrman, Jesus apocalyptic prophet of the new millennium, Oxford University Press, 1999, p. 97, ISBN 978-0-19-512474-3
136. ↑  Brown, 2002, p. 890.
137. ↑  Raymond E. Brown, La nascita del Messia secondo Matteo e Luca, Cittadella, 2002, pp. 33-35, ISBN 9788830802520
138. ↑  Bart D. Ehrman, Gesù è davvero esistito? Un'inchiesta storica, Mondadori, 2013, pp. 184-186, 300-301, ISBN 978-88-04-63232-0
139. ↑  George A. Wells, Cutting Jesus Down to Size: What Higher Criticism Has Achieved and Where It Leaves Christianity, Open Court Publishing Company, 2009, p.89, ISBN 9780812696561
140. ↑  Raymond E. Brown, An Introduction to the New Testament, Doubleday, 1997, p. 233, ISBN 0385247672
141. ↑  Bart Ehrman, Il Nuovo Testamento, Carocci Editore, 2015, pp. 154-155, ISBN 978-88-430-7821-9.
142. ↑  Bart Ehrman, Jesus apocalyptic prophet of the new millennium, Oxford University Press, 1999, pp. 38-39, ISBN 978-0-19-512474-3.
143. ↑  Brown, 1993, pp. 396, 549, 668-669.
144. ↑   At5,37, su La Parola - La Sacra Bibbia in italiano in Internet.
145. ↑  Bibbia di Gerusalemme, EDB, 2011, p. 2439, ISBN 978-88-10-82031-5.
146. ↑  Brown, 2002, pp. 829, 890.
147. ↑  Brown, 1993, pp. 395, 666-668, 413, 550.
148. ↑  Brown, 1993, pp. 551-552, 666.
149. ↑  Come sottolineato anche dagli studiosi della Bibbia di Gerusalemme. (Bibbia di Gerusalemme, EDB, 2011, p. 2596, ISBN 978-88-10-82031-5).
150. ↑   Lc2,22-39, su laparola.net..
151. ↑  Rudolf Bultmann, History of the Synoptic Tradition, Hendrickson Publisher, 1963, p. 299, ISBN 1-56563-041-6.
152. ↑  Brown, 1993, pp. 239, 447-449, 682-683.
153. ↑  Hans Kung, Tornare a Gesù, Rizzoli, 2013
154. ↑  Alberto Valentini, Vangelo d'infanzia secondo Matteo, Bologna, Dehoniane, 2013
155. ↑  I Vangeli hanno tradito Gesù?
156. ↑  I vangeli dell'infanzia: da dove vengono, cosa significano
157. ↑  Studi biblici-I vangeli dell'infanzia
158. ↑  "Il mito della nascita dell'eroe" su Google libri. URL consultato il 21 settembre 2021; Recensione libro "Il mito della nascita dell'eroe". URL consultato il 21 settembre 2021.
159. ↑  Brown, 1993, pp. 29, 36, 48, 107-119, 138, 154, 175, 193-196, 206-217, 227-228, 298, 543, 559-560, 586, 598-600.
160. ↑  Crossan, 1994, pp. 40-46, 50-51.
161. ↑  Rudolf Bultmann, Storia dei vangeli sinottici, EDB, 2016, pp. 291-301, 443-448, ISBN 978-88-10-55850-8.
162. ↑  Ortensio da Spinetoli, op. cit., p. 62-75 e 118-130
163. ↑  Brown, 1993, pp. 6, 35-38, 100, 240, 497, 562.
164. ↑  Crossan, 1994, pp. 36-46.
165. ↑   Gesù nacque la notte del 25 dicembre. Lo dicono gli storici e l'archeologia, su loccidentale.it. URL consultato il 2 maggio 2018 (archiviato dall'url originale il 22 marzo 2016).
166. ↑  Nicola Bux, Gesù il Salvatore. Luoghi e tempi della sua venuta nella storia, Cantagalli, 2008.
167. ↑  I Vangeli dell'infanzia: storia o teologia?
168. ↑   La stella di Betlemme, su planet.racine.ra.it. URL consultato il 19 marzo 2014 (archiviato dall'url originale il 27 dicembre 2018).
169. ↑  Corrado Augias, Marco Vannini, Inchiesta su Maria, Rizzoli, 2013
170. ↑   La nascita di Gesù nel Corano, su dimensionesperanza.it. URL consultato il 26 giugno 2018 (archiviato dall'url originale il 26 giugno 2018).